# 4 Rejon Wsparcia Teleinformatycznego Sił Powietrznych

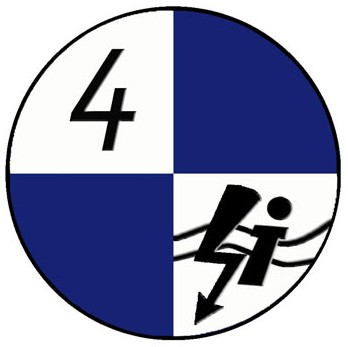
Oznaka rozpoznawcza na mundur wyjściowy

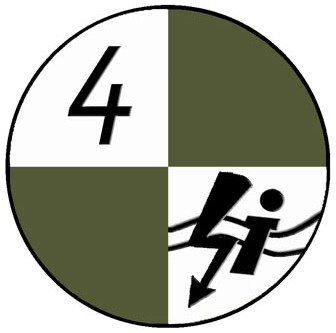
Oznaka rozpoznawcza na mundur polowy

4 Rejon Wsparcia Teleinformatycznego Sił Powietrznych (4 RWT SP) – oddział wojsk łączności. Był najmłodszą, wydzieloną ze struktur Centrum Wsparcia Teleinformatycznego Sił Powietrznych jednostką, bezpośrednio podległą Komendantowi Centrum Wsparcia Teleinformatycznego Sił Powietrznych.
Na podstawie decyzji Ministra Obrony Narodowej Nr 1/Org./ISI z dnia 31 sierpnia 2017 r. oraz decyzji Ministra Obrony Narodowej Nr 2/Org./ISI z dnia 27 września 2017 r. z dniem 31 grudnia 2017 roku 4 Rejon Wsparcia Teleinformatycznego Sił Powietrznych został rozformowany.

## Historia
Jednostkę sformowano na podstawie:
- Decyzji Nr Z-37/Org./P1 Ministra Obrony Narodowej z dnia 27 maja 2010;
- Decyzji Szefa Sztabu Generalnego Nr PF-80/ORGSSG/ZOiU-P-1MON z dnia 21 września 2010;
- Rozkazu Dowódcy Sił Powietrznych Nr Z-234 z dnia 5 października 2010;
- Rozkazu Komendanta Centrum Wsparcia Teleinformatycznego Sił Powietrznych Nr Z-58 z dnia 18 października 2010.

Decyzją Ministra Obrony Narodowej nr 275/MON z dnia 11 września 2012 wprowadzono odznakę pamiątkową 4. RWT SP.
Decyzją Ministra Obrony Narodowej nr 325/MON z dnia 9 października 2012 wprowadzono oznakę rozpoznawczą jednostki.

## Zadania
Głównym zadaniem jednostki było zabezpieczenie działania systemów teleinformatycznych dla potrzeb dowodzenia, alarmowania i ostrzegania jednostek wojskowych Sił Powietrznych stacjonujących w rejonie odpowiedzialności jednostki. Jednostka mieściła się w kompleksie wojskowym przy ulicy Leśnej w warszawskich Pyrach.

## Struktura
- kierownictwo
  - sekcja personalna
  - sekcja operacyjno-szkoleniowa
  - sekcja logistyki
  - pion ochrony informacji niejawnych
  - centrum zarządzania systemami łączności
- Sektor Zabezpieczenia Teleinformatycznego Nr 1
- Sektor Zabezpieczenia Teleinformatycznego Nr 2
  - Węzeł Teleinformatyczny Mińsk Mazowiecki
  - Węzeł Teleinformatyczny Grójec
  - Węzeł Teleinformatyczny Lipowiec
  - Węzeł Teleinformatyczny Malbork
  - Węzeł Teleinformatyczny Sochaczew

## Dowódcy
- ppłk mgr inż. Czcibor Ziemowit Powęska – 1 grudnia 2010 – 31 grudnia 2017